# アゼルバイジャン国立交響楽団
ウゼイル・ハジベヨフ名称アゼルバイジャン国立交響楽団（アゼルバイジャン語: Üzeyir Hacıbəyov adına Azərbaycan Dövlət Simfonik Orkestri）は、アゼルバイジャンのバクーを本拠として活動しているオーケストラ。1944年以降その名を楽団名に冠する事になる作曲家ウゼイル・ハジベヨフの主導によって、1920年にソビエト政権下で創設されたはじめてのオーケストラのひとつとして発足した。この交響楽団は、アゼルバイジャン国立フィルハーモニー協会に所属している。
国外から作曲家のルネ＝バトンやオットー・クレンペラーが招かれ、オーケストラの発展に貢献した。1938年から1984年にかけてハジベヨフの甥にあたるニヤジがオーケストラの指揮にあたった。彼が没した後は、アゼルバイジャン人民芸術家のラウフ・アブジュライエフが指揮をした。オーケストラが演奏旅行した多くの国々の中には、アメリカ、イギリス、フランス、ドイツ、スイス、イタリア、トルコ、エジプトが含まれている。

## 首席指揮者
- ウゼイル・ハジベヨフ（1920年-1938年）
- ニヤジ・ハジベヨフ（英語版）（1938年-1984年）
- ラウフ・アブジュライエフ（英語版）（1984年-1991年, 1997年-2023年）
- ヤルチン・アジゲザロフ（英語版）（1991年-1997年）
- フアド・イブラヒモフ（アゼルバイジャン語版）（2023年-）